# Каретников, Владимир Владимирович
Владимир Владимирович Каретников (род. 3 октября 1944, Смела, Киевская область) — российский политический деятель, депутат третьего и четвёртого созывов..

## Биография
Окончил Ирпенский индустриальный техникум, а в 1971 г. — Киевский технологический институт пищевой промышленности. По специальности — инженер-механик.
В 1991—1998 гг. — Президент Концерна «КАРИМОС» при Минатоме России. С февраля 1998 г. — по декабрь 1999 г. — Генеральный директор ЗАО «Концерн ТВЭЛ» при Минатоме России.

### Депутат госдумы
В декабре 1999 года был избран депутатом Государственной Думы ФС РФ третьего созыва.
7 апреля 2005 года получил мандат депутата Государственной Думы ФС РФ четвёртого созыва, освободившийся после сложения полномочий депутатом Табачкова Н. И.